# Sainte-Foy-d'Aigrefeuille
Sainte-Foy-d'Aigrefeuille is een gemeente in het Franse departement Haute-Garonne (regio Occitanie). De plaats maakt deel uit van het arrondissement Toulouse. Sainte-Foy-d'Aigrefeuille telde op 1 januari 2022 2.512 inwoners.

## Geografie
De oppervlakte van Sainte-Foy-d'Aigrefeuille bedroeg op 1 januari 2022 9,68 vierkante kilometer; de bevolkingsdichtheid was toen 259,5 inwoners per km².

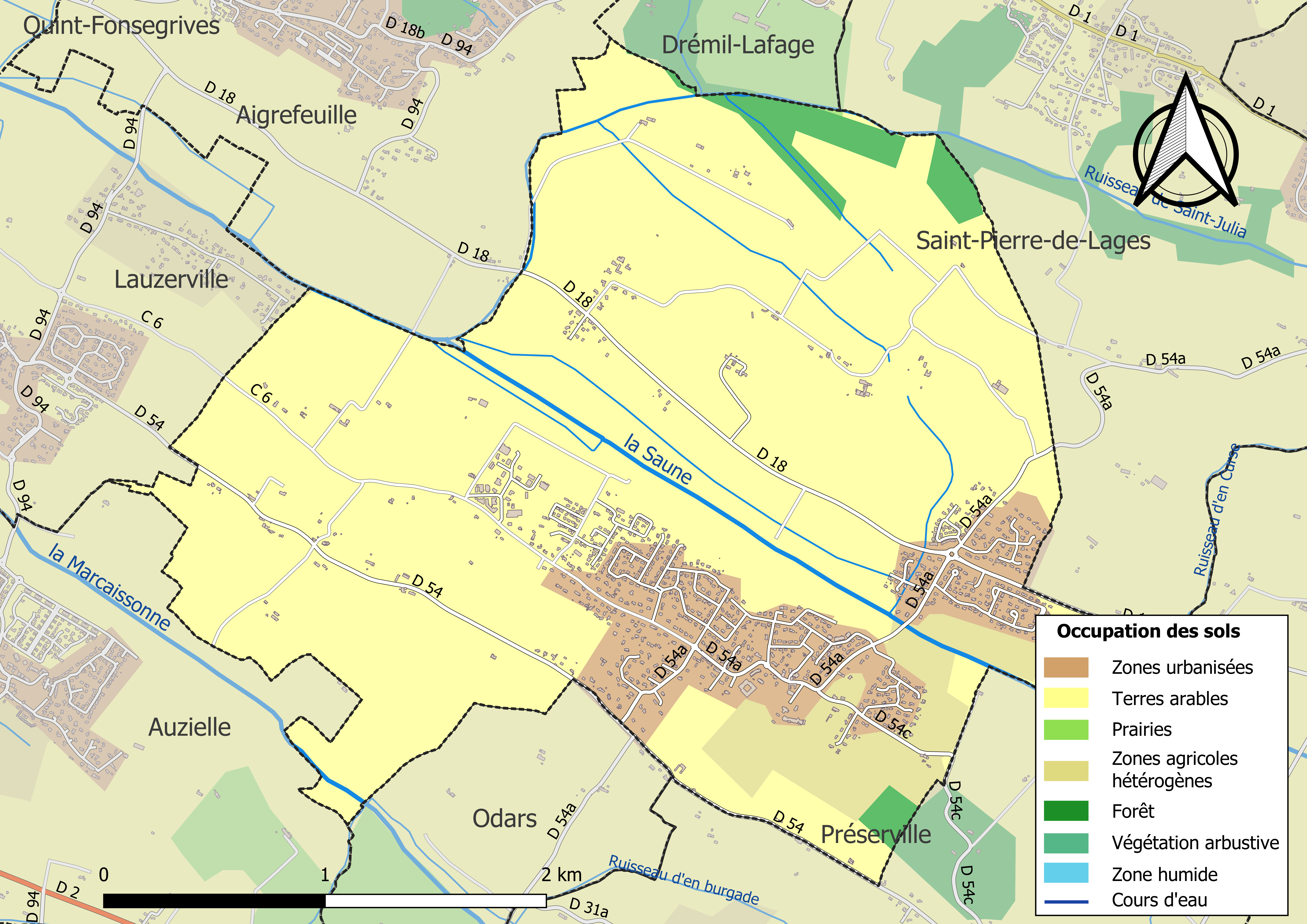
Kaart van de gemeente met belangrijkste infrastructuur, bodemgebruik en omliggende gemeenten

## Demografie
Onderstaande figuur toont het verloop van het inwonertal (bron: INSEE-tellingen).